# Oxysarcodexia zayasi
Oxysarcodexia zayasi är en tvåvingeart som beskrevs av Carroll William Dodge 1956. Oxysarcodexia zayasi ingår i släktet Oxysarcodexia och familjen köttflugor.
Artens utbredningsområde är Kuba. Inga underarter finns listade i Catalogue of Life.